# Herr Biedermann und die Brandstifter

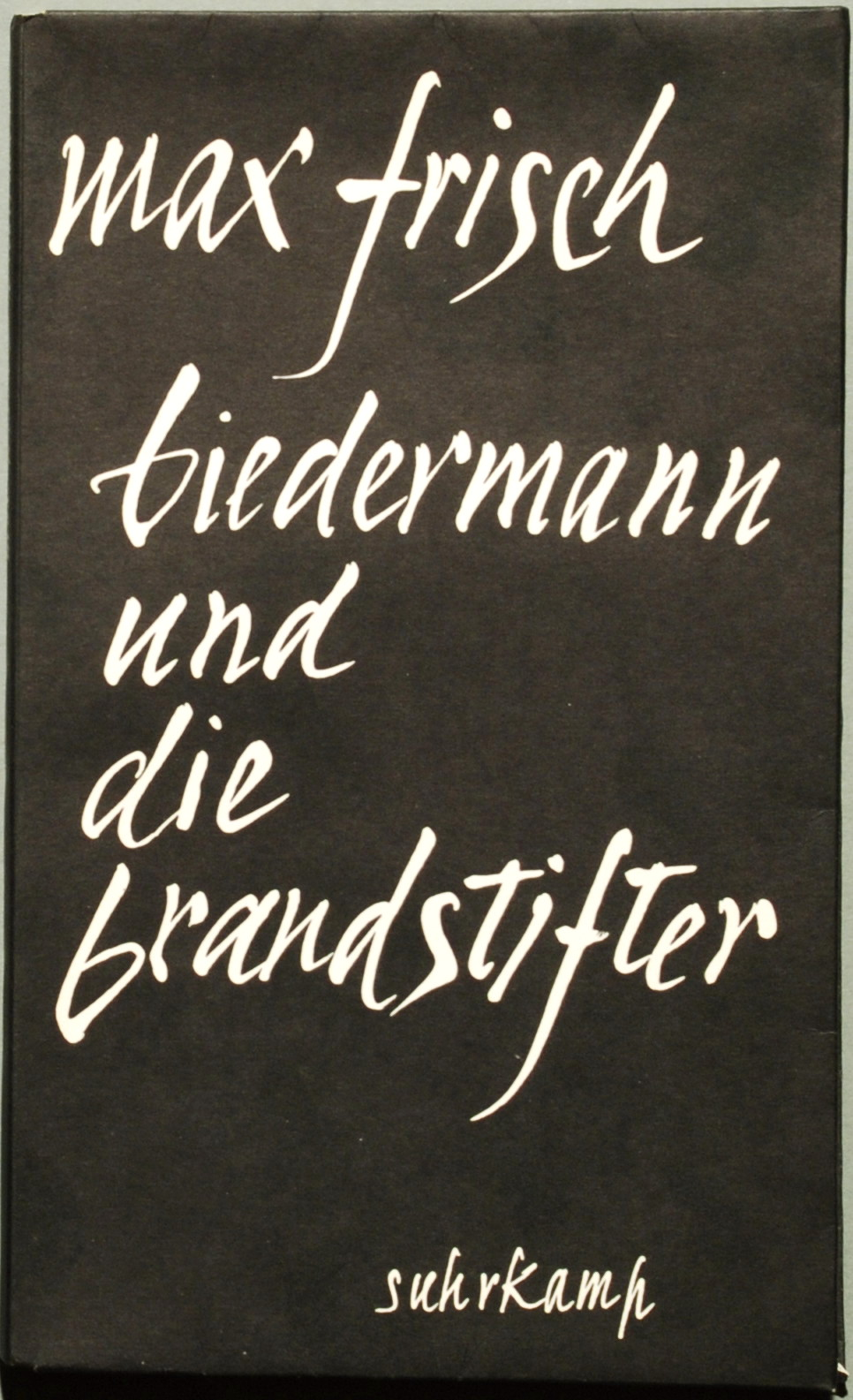
Omslag van de eerste druk van de hoorspel versie, 1958

Biedermann und die Brandstifter is een als Burlesque omschreven toneelstuk van de Zwitserse schrijver Max Frisch. Het stuk werd op 29 maart 1958 voor het eerst opgevoerd in het Schauspielhaus Zürich.

## Achtergrond
In 1948 schreef Frisch naar aanleiding van de communistische coup in Tsjechoslowakije een essay in z'n dagboek, dat hij de titel Burleske meegaf.. Dit essay, waarin hij een soort parabel maakt op de gebeurtenissen in Tsjechoslowakije geeft in een paar bladzijden de kern van het Biedermanverhaal weer.
Enkele jaren later, in 1953 verwerkte Frisch dit verhaal tot een hoorspel met de titel Herr Biedermann und die Brandstifter. Dit hoorspel werd in 1953 uitgezonden.

## Synopsis
In het boek komt één persoon voor die zichzelf simpelweg verfasser ofwel ‘schrijver’ noemt. Deze leidt het verhaal. Hij stelt vragen aan Herr Biedermann en vat voor het publiek na ieder hoofdstuk het verhaal enigszins samen. De echte hoofdpersoon in het boek is Herr Biedermann. Deze man is goed van vertrouwen en dat komt vaak terug in het verhaal van het boek.
Op een dag zit Herr Biedermann in zijn stoel als er iemand aanbelt met de vraag of hij in God gelooft. Anna, het dienstmeisje had opengedaan en deze mededeling aan Herr Biedermann doorgegeven. Eerst heeft Herr Biedermann er niet zo’n zin in, maar hij laat de bezoeker toch binnen. Ze voeren dan een uitvoerig gesprek met elkaar. Het komt erop neer dat de vreemde, die Schmitz heet, Biedermann heeft horen praten over het vertrouwen in de mens. Herr Biedermann is namelijk van mening dat men meer vertrouwen in de mens nodig heeft. In het begin lijkt het zo dat Schmitz belangstelling toont en het ermee eens is, maar later zal blijken dat hij misbruik van de situatie maakt.
De vrouw van Herr Biedermann is nogal wantrouwig over Herr Schmitz. Ze wordt nerveus als hij bij hen in de buurt is en wil hem het liefst zo snel mogelijk weg hebben. Dat laat ze Herr Biedermann ook duidelijk merken. Ze vertelt meermaals dat ze Schmitz wantrouwt. Biedermann meent dat ze zich niet zo aan moet stellen. Anna, het dienstmeisje, heeft ook al eens duidelijk laten merken dat ze Herr Schmitz wantrouwt en ook tegen haar zegt Herr Biedermann dat ze haar mond moet houden.
Tijdens het verhaal blijkt dat Herr Biedermann een conflict heeft met ene Knechtling. Dit conflict gaat over haarwasmiddel dat Herr Biedermann in zijn winkel verkoopt.
Herr Schmitz gaat zich steeds vrijer voelen in het huis van Herr Biedermann en nodigt ook een vriend uit. Deze vriend is een brandstichter en heet Eisenring. Dit gaat ook Herr Biederman een beetje te ver, al laat hij dit niet blijken. Hij is er niet erg blij mee, en hij weet dat zijn vrouw deze mensen gelijk op straat zou zetten. Maar omdat hij nog steeds de mens vertrouwt, grijpt hij niet in. Zijn vrouw laat zich uiteindelijk ompraten en alleen Anna blijft wantrouwig. 
Ten slotte wordt Biedermanns huis in de fik gestoken door de brandstichter en heeft Herr Biedermann zijn lesje geleerd.

## Nederlandse opvoering
Het stuk is in Nederland in 1959 opgevoerd door de Haagsche Comedie met onder meer Albert van Dalsum.